# مانیتور کلاس سربروس
مانیتور کلاس سربروس (به انگلیسی: Cerberus-class monitor) یک کلاس از کشتی است که طول آن ۲۲۵ فوت (۶۹ متر) می‌باشد.